# 東神楽町
東神楽町（ひがしかぐらちょう）は、北海道上川郡にある町。町内に旭川空港がある。

## 概要
旭川市に隣接しており、町内には旭川空港がある。「花のまち」として知られており、1969年に『花のある職場コンクール』で「内閣総理大臣賞」、2000年（平成12年）の『全国花のまちづくりコンクール』では最優秀賞の「建設大臣賞」などを受賞し、2001年（平成13年）にはカナダで開催された『コミュニティーズ・イン・ブルーム』に日本代表として参加した。

### 町名の由来
1943年（昭和18年）に神楽村（後の神楽町、現在は旭川市神楽地区）から分村した際に、母村の東側に位置したことに由来している。なお、「神楽」の地名は、アイヌ語の「ヘッチェウシイ（ヘッチェウシ）」（「囃し・つけている・所」、あるいは「神々の遊ぶところ」）の意訳に由来する。

## 地理
上川盆地にあり、石狩川支流の上流域にある緩やかな丘陵になっている。南北約6.2 km、東西約21.7 kmあり、北海道内の市町村では比較的面積が狭いまちになっている。土地利用では町の総面積の半分以上を耕地（農地）に利用している。町の東端には「忠別ダム」がある。
- 山：坊子山 (419 m)
- 河川：忠別川、ポン川、稲荷川、八千代川、志比内川

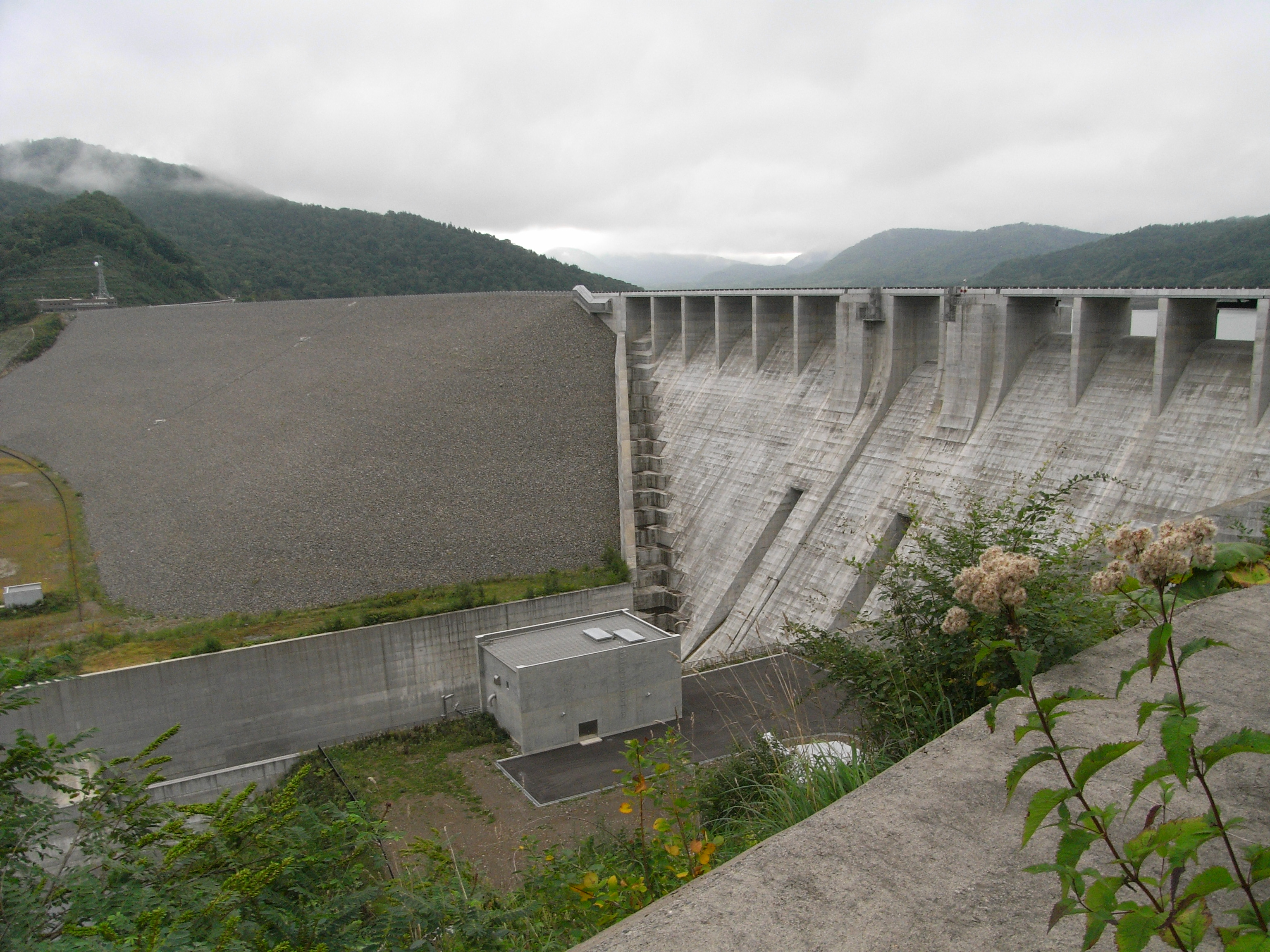
忠別ダム（2007年9月）

### 人口
1989年（平成元年）から始まった「ひじり野地区」における宅地開発は、旭川駅から約6 kmというアクセスの良さなどから旭川都市圏のベッドタウンとして発展し、1990年（平成2年）に5,700人であった人口は2000年（平成12年）に8,000人、2013年（平成25年）には10,000人と増加した。「平成17年国勢調査」、「平成27年国勢調査」では北海道内第1位の人口増加率になった。
| |                                          |  |
| 東神楽町と全国の年齢別人口分布（2005年） | 東神楽町の年齢・男女別人口分布（2005年） |  |
| ■紫色 ― 東神楽町 ■緑色 ― 日本全国 | ■青色 ― 男性 ■赤色 ― 女性                |  |
| 東神楽町（に相当する地域）の人口の推移 \| 1970年（昭和45年） \| 5,693人 \| \| \| 1975年（昭和50年） \| 5,109人 \| \| \| 1980年（昭和55年） \| 5,425人 \| \| \| 1985年（昭和60年） \| 5,669人 \| \| \| 1990年（平成2年） \| 5,763人 \| \| \| 1995年（平成7年） \| 7,676人 \| \| \| 2000年（平成12年） \| 8,127人 \| \| \| 2005年（平成17年） \| 9,194人 \| \| \| 2010年（平成22年） \| 9,296人 \| \| \| 2015年（平成27年） \| 10,233人 \| \| \| 2020年（令和2年） \| 10,127人 \| \| |                                          |  |
| 総務省統計局 国勢調査より |                                          |  |
| 1970年（昭和45年） | 5,693人                                  |  |
| 1975年（昭和50年） | 5,109人                                  |  |
| 1980年（昭和55年） | 5,425人                                  |  |
| 1985年（昭和60年） | 5,669人                                  |  |
| 1990年（平成2年） | 5,763人                                  |  |
| 1995年（平成7年） | 7,676人                                  |  |
| 2000年（平成12年） | 8,127人                                  |  |
| 2005年（平成17年） | 9,194人                                  |  |
| 2010年（平成22年） | 9,296人                                  |  |
| 2015年（平成27年） | 10,233人                                 |  |
| 2020年（令和2年） | 10,127人                                 |  |

## 気候
ケッペンの気候区分によると、東神楽町は湿潤大陸性気候に属する。寒暖の差が大きく気温の年較差、日較差が大きい顕著な大陸性気候である。降雪量が多く、豪雪地帯に指定されている。冬季に-25℃前後の気温が観測されることが珍しくなく、寒さが厳しい。
| 東神楽（2003年 - 2020年（降雪量のみ2006年 - 2020年））の気候 | 東神楽（2003年 - 2020年（降雪量のみ2006年 - 2020年））の気候 | 東神楽（2003年 - 2020年（降雪量のみ2006年 - 2020年））の気候 | 東神楽（2003年 - 2020年（降雪量のみ2006年 - 2020年））の気候 | 東神楽（2003年 - 2020年（降雪量のみ2006年 - 2020年））の気候 | 東神楽（2003年 - 2020年（降雪量のみ2006年 - 2020年））の気候 | 東神楽（2003年 - 2020年（降雪量のみ2006年 - 2020年））の気候 | 東神楽（2003年 - 2020年（降雪量のみ2006年 - 2020年））の気候 | 東神楽（2003年 - 2020年（降雪量のみ2006年 - 2020年））の気候 | 東神楽（2003年 - 2020年（降雪量のみ2006年 - 2020年））の気候 | 東神楽（2003年 - 2020年（降雪量のみ2006年 - 2020年））の気候 | 東神楽（2003年 - 2020年（降雪量のみ2006年 - 2020年））の気候 | 東神楽（2003年 - 2020年（降雪量のみ2006年 - 2020年））の気候 | 東神楽（2003年 - 2020年（降雪量のみ2006年 - 2020年））の気候 |
| 月                                                           | 1月                                                          | 2月                                                          | 3月                                                          | 4月                                                          | 5月                                                          | 6月                                                          | 7月                                                          | 8月                                                          | 9月                                                          | 10月                                                         | 11月                                                         | 12月                                                         | 年                                                           |
| ------------------------------------------------------------ | ------------------------------------------------------------ | ------------------------------------------------------------ | ------------------------------------------------------------ | ------------------------------------------------------------ | ------------------------------------------------------------ | ------------------------------------------------------------ | ------------------------------------------------------------ | ------------------------------------------------------------ | ------------------------------------------------------------ | ------------------------------------------------------------ | ------------------------------------------------------------ | ------------------------------------------------------------ | ------------------------------------------------------------ |
| 最高気温記録 °C （°F）                                       | 6.1 (43)                                                     | 11.3 (52.3)                                                  | 15.2 (59.4)                                                  | 27.3 (81.1)                                                  | 34.1 (93.4)                                                  | 35.4 (95.7)                                                  | 35.6 (96.1)                                                  | 36.1 (97)                                                    | 32.0 (89.6)                                                  | 27.0 (80.6)                                                  | 20.5 (68.9)                                                  | 11.7 (53.1)                                                  | 36.1 (97)                                                    |
| 平均最高気温 °C （°F）                                       | −4.1 (24.6)                                                  | −2.6 (27.3)                                                  | 2.3 (36.1)                                                   | 10.0 (50)                                                    | 17.9 (64.2)                                                  | 22.4 (72.3)                                                  | 25.6 (78.1)                                                  | 26.0 (78.8)                                                  | 21.6 (70.9)                                                  | 14.1 (57.4)                                                  | 5.9 (42.6)                                                   | −1.3 (29.7)                                                  | 11.5 (52.7)                                                  |
| 日平均気温 °C （°F）                                         | −8.2 (17.2)                                                  | −7.3 (18.9)                                                  | −2.2 (28)                                                    | 4.5 (40.1)                                                   | 11.6 (52.9)                                                  | 16.4 (61.5)                                                  | 20.0 (68)                                                    | 20.6 (69.1)                                                  | 15.8 (60.4)                                                  | 8.6 (47.5)                                                   | 1.9 (35.4)                                                   | −5.0 (23)                                                    | 6.4 (43.5)                                                   |
| 平均最低気温 °C （°F）                                       | −13.7 (7.3)                                                  | −13.3 (8.1)                                                  | −7.5 (18.5)                                                  | −1.0 (30.2)                                                  | 5.1 (41.2)                                                   | 10.9 (51.6)                                                  | 15.2 (59.4)                                                  | 16.0 (60.8)                                                  | 10.6 (51.1)                                                  | 3.4 (38.1)                                                   | −2.3 (27.9)                                                  | −9.7 (14.5)                                                  | 1.1 (34)                                                     |
| 最低気温記録 °C （°F）                                       | −27.8 (−18)                                                  | −28.5 (−19.3)                                                | −21.0 (−5.8)                                                 | −11.0 (12.2)                                                 | −4.3 (24.3)                                                  | −0.1 (31.8)                                                  | 5.2 (41.4)                                                   | 5.8 (42.4)                                                   | 0.2 (32.4)                                                   | −5.6 (21.9)                                                  | −18.2 (−0.8)                                                 | −26.0 (−14.8)                                                | −28.5 (−19.3)                                                |
| 降雪量 cm （inch）                                           | 87 (34.3)                                                    | 77 (30.3)                                                    | 64 (25.2)                                                    | 16 (6.3)                                                     | 0 (0)                                                        | 0 (0)                                                        | 0 (0)                                                        | 0 (0)                                                        | 0 (0)                                                        | 4 (1.6)                                                      | 60 (23.6)                                                    | 117 (46.1)                                                   | 424 (166.9)                                                  |
| 出典1：Japan Meteorological Agency                           |                                                              |                                                              |                                                              |                                                              |                                                              |                                                              |                                                              |                                                              |                                                              |                                                              |                                                              |                                                              |                                                              |
| 出典2：気象庁                                                |                                                              |                                                              |                                                              |                                                              |                                                              |                                                              |                                                              |                                                              |                                                              |                                                              |                                                              |                                                              |                                                              |

## 歴史

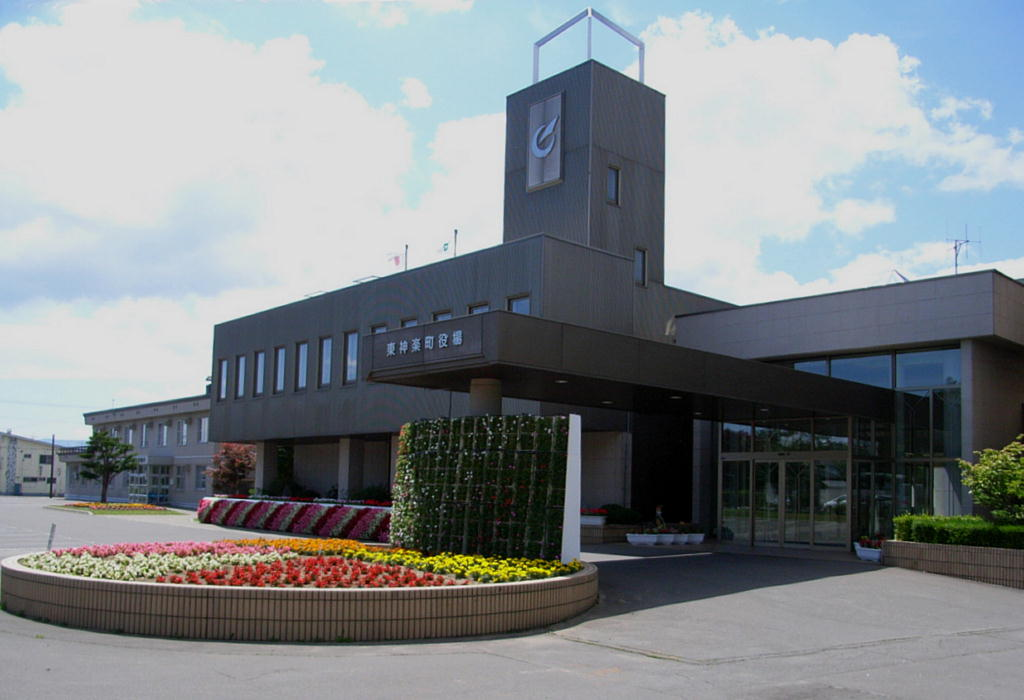
旧東神楽町役場（2006年）

「東神楽町のあゆみ」参照
- 1943年（昭和18年）：神楽村（後の神楽町、現在の旭川市）から分村し、東神楽村となる。
- 1947年（昭和22年）：豪雨による忠別川の大氾濫発生。
- 1950年（昭和25年）：東聖の一部が旭川市に編入。
- 1966年（昭和41年）：町制施行し、東神楽町となる。「花いっぱい運動」推進。旭川空港開港。
- 1969年（昭和44年）：『花のある職場コンクール』において役場互助会が「内閣総理大臣賞」受賞。
- 1970年（昭和45年）：東神楽町総合福祉会館完成。
- 1971年（昭和46年）：『ひがしかぐら花まつり』初開催。
- 1973年（昭和48年）：美瑛町・東川町と共同で「大雪清掃組合」設立。
- 1974年（昭和49年）：大雪消防組合加入。東神楽町総合体育館完成。
- 1976年（昭和51年）：東川町・美瑛町と共同で「大雪葬斎組合」設立。
- 1977年（昭和52年）：「東神楽工業団地」造成。
- 1979年（昭和54年）：東神楽町営育苗センター建設（1996年移転新築）。
- 1980年（昭和55年）：ひがしかぐら森林公園開園。
- 1982年（昭和57年）：旭川空港にジェット機就航。
- 1987年（昭和62年）：東神楽町特別養護老人ホーム「アゼリアハイツ」開設。
- 1988年（昭和63年）：「東神楽新都市開発公社」設立。
- 1989年（平成元年）：「ひじり野団地」造成開始。『フラワーフェスタ』初開催。忠別川サイクリングロードオープン。
- 1994年（平成06年）：ひじり野公園開園。
- 1995年（平成07年）：東神楽町ふれあい交流館オープン。
- 1997年（平成09年）：東神楽町交流プラザつつじ館オープン。
- 1998年（平成10年）：旭川空港2,500 m滑走路供用開始。
- 2000年（平成12年）：「森のゆ花神楽」オープン。『全国花のまちコンクール』において最優秀賞「建設大臣賞」受賞。
- 2001年（平成13年）：日本代表としてカナダで開催の『コミュニティーズ・イン・ブルーム』参加。
- 2004年（平成16年）：新「東神楽農業協同組合」（JA東神楽）発足[17]。東川町・美瑛町との3町による「大雪地区広域連合」スタート。
- 2006年（平成18年）：ひじり野大橋開通。
- 2007年（平成19年）：大雪消防組合東消防署落成。忠別ダム竣工。
- 2013年（平成25年）：マスコットキャラクター「かぐらっき〜」誕生。
- 2015年（平成27年）：アルティモール東神楽店オープン。
- 2022年（令和4年）8月8日：町内に初めてヒグマ注意報が発出（注意報等の制度は同年より北海道庁が始めたもの）。同年9月7日に解除[18]。
- 2024年（令和6年）3月11日 - 複合庁舎「はなのわ」への増築により東神楽町役場庁舎が完成[19]。

## 行政
| 村長       | 村長                   | 村長                   | 村長                   |
| 氏名       | 就任                   | 退任                   | 備考                   |
| ---------- | ---------------------- | ---------------------- | ---------------------- |
|            | 1943年（昭和18年）4月  | 1943年（昭和18年）6月  | 吉田錦栄が村長職務管掌 |
| 前田利済   | 1943年（昭和18年）6月  | 1946年（昭和21年）11月 |                        |
|            | 1946年（昭和21年）12月 | 1947年（昭和22年）4月  | 宮本新太郎が村長代理   |
| 安井吉典   | 1947年（昭和22年）4月  | 1958年（昭和33年）4月  |                        |
| 山形年男   | 1958年（昭和33年）5月  | 1965年（昭和40年）12月 |                        |
| 町長       |                        |                        |                        |
| 山形年男   | 1966年（昭和41年）1月  | 1974年（昭和49年）5月  |                        |
| 堀口喜三郎 | 1974年（昭和49年）5月  | 1982年（昭和57年）5月  |                        |
| 水上六蔵   | 1982年（昭和57年）5月  | 1988年（昭和63年）1月  |                        |
| 関崎定治   | 1988年（昭和63年）1月  | 2008年（平成20年）2月  |                        |
| 川野恵子   | 2008年（平成20年）2月  | 2012年（平成24年）2月  |                        |
| 山本進     | 2012年（平成24年）2月  | 現在                   |                        |

## 議会
- 議員定数：12人
- 本議会
  - 定例会（年4回）
  - 臨時会
- 常任委員会
  - 総務厚生常任委員会
  - 文教産業常任委員会
  - 議会広報常任委員会
- 議会運営委員会

## 官公署
国の機関
- 財務省
  - 函館税関札幌税関支署旭川空港出張所
- 厚生労働省
  - 小樽検疫所旭川空港出張所
- 国土交通省
  - 東京航空局旭川空港出張所

## 公共施設
- 東神楽町総合福祉会館
- 東神楽町ふれあい交流館
- 東神楽町図書館
- 東神楽町青年会館
- 東神楽町交流プラザつつじ館
- 東神楽町農畜産物処理加工施設
- 大雪霊園
- さくらプラザ（志比内地区交流センター、志比内地区公民館、志比内消防会館）

スポーツ施設
- 東神楽町総合体育館
- 義経公園運動広場
- 義経公園テニスコート
- ひじり野公園テニスコート
- 東神楽町B&G海洋センター

## 公的機関
警察
- 旭川東警察署東神楽駐在所、志比内駐在所、旭川空港警備派出所

消防
- 大雪消防組合東消防署（2007年に東神楽支所と東川支所が統合された）
- 志比内消防会館（さくらプラザ内）

病院
- 聖台病院（精神科病院）

電力・水道
- 北海道電力志比内発電所、新忠別発電所
- 旭川市忠別川浄水場（ひじり野地区）

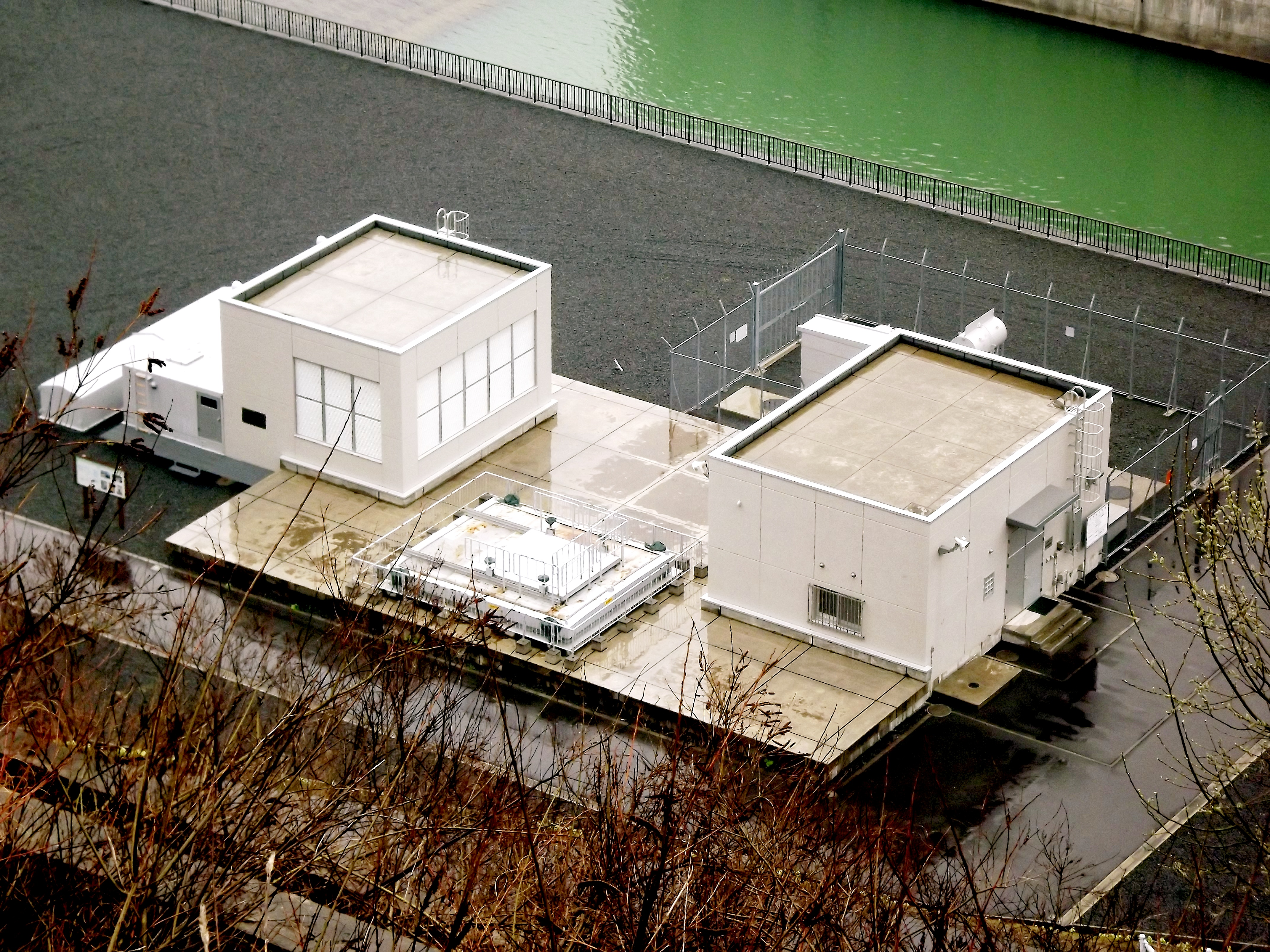
新忠別発電所（2011年5月）

その他
- 大雪葬斎組合大雪葬斎場
- 上川管内電算事務共同処理協議会上川管内電算センター

## 教育機関
中学校
- 東神楽町立東神楽中学校

小学校
- 東神楽町立東神楽小学校
- 東神楽町立東聖小学校
- 東神楽町立志比内小学校

保育園
- 東聖小規模保育園

認定こども園
- 認定こども園花の森
- 認定こども園ここから(心花楽)

幼稚園
- 東聖こばと幼稚園（私立）

学校教育以外の施設
- 北央自動車学校

## 経済・産業
大雪山連峰の麓に広がる上川盆地の肥沃な土壌を生かし、北海道内で有数の「米どころ」として稲作を中心とした農業が盛んになっている。近年はグリーンアスパラ（アスパラガス）やトウモロコシ、ホウレンソウなど野菜の栽培も行っている。 商工業では「旭川家具」を生産している地域になっているほか、旭川空港へのアクセスが良い臨空型の工業団地「東神楽工業団地」に各種企業が進出している。
立地企業
- サカタのタネ
- 大栄
- 匠工芸
- 日本メディカルプロダクツ
- ヒロセ
- ホーブ
- 北匠工房
- 北海運輸
- 北海道健誠社
- 山源山下食品

組合
- 東神楽農業協同組合（JA東神楽）本店[22]
- 東神楽蔬菜組合[23]
- 東神楽町森林組合
- 東神楽町堆肥生産利用組合
- 旭川自動車整備事業組合

ショッピングセンター・スーパーマーケット
- 西條
  - アルティモール東神楽店
- ホクレン商事
  - ホクレンショップ東神楽店

金融機関
- 北央信用組合東神楽支店
- JAバンク北海道（北海道信用農業協同組合連合会）JA東神楽本店

郵便局
- 東神楽郵便局
- ひじり野郵便局

※ 集配業務は旭川東郵便局が担当
宅配便
- ヤマト運輸道北主管支店東旭川センター（所在地は旭川市）
- 佐川急便旭川営業所（所在地は旭川市）

## 交通

### 空港
- 旭川空港（管理者は旭川市）

### 鉄道
町内を鉄道路線は通っていない。鉄道を利用する場合の最寄り駅は、JR北海道函館本線、宗谷本線、富良野線の旭川駅または富良野線の千代ヶ丘駅、西聖和駅、西神楽駅など。

### バス
- 旭川電気軌道
- ふらのバス（ラベンダー号）
- 東神楽町営バス（スクールバス）

### タクシー
- ちどりハイヤー

### 道路
東神楽町は、シーニックバイウェイ「大雪・富良野ルート」のエリアになっている。
- 地域高規格道路
  - 旭川十勝道路（旭川東神楽道路）（事業中）
- 都道府県道
  - 北海道道37号鷹栖東神楽線
  - 北海道道68号旭川空港線
  - 北海道道213号天人峡美瑛線
  - 北海道道294号東川東神楽旭川線
  - 北海道道1160号旭川旭岳温泉線

## 観光・レジャー・祭事・催事
- ひがしかぐら森林公園
  - 森のゆ花神楽
  - コテージの森
  - キャンプ場
  - パークゴルフ場
- 大雪山カントリークラブ

祭事・催事
- ウィンターフェスティバル（2月）
- フラワーフェスタ（6月）
- ひがしかぐら花まつり（8月）

## 名産・特産
町内ではグリーンアスパラ（アスパラガス）、ホウレンソウ、ミツバ、バイオテクノロジーを活用したイチゴなどの農産物があるほか、町内で収穫された農作物を利用した佃煮や漬物、菓子などがある。また、「旭川家具」の生産地であり、東神楽の家具は道産材の木目を生かしたものが多くなっている。

## 人物
出身人物
- 武隈祥太（プロ野球選手）
- 安井吉典（政治家。元衆議院議員、元東神楽村長）

## 町民憲章
東神楽町民憲章

## 参考資料
- “東神楽町の統計” (PDF).   東神楽町. 2017年10月18日閲覧。